# Fauré Quartett
Das Fauré Quartett ist ein nach dem französischen Komponisten Gabriel Fauré (1845–1924) benanntes Klavierquartett.
Es wurde 1995 an der Hochschule für Musik Karlsruhe gegründet und spielte dort im Januar 1996 das erste gemeinsame Konzert. Das Fauré Quartett ist bis heute (Stand 2022) in unveränderter Besetzung. Die Mitglieder des Quartetts sind Erika Geldsetzer (Violine), Sascha Frömbling (Viola), Konstantin Heidrich (Violoncello) und Dirk Mommertz (Klavier).
Unter dem Label Deutschen Grammophon/Universal Music Group sind seit 2005 bisher Klavierquartette von W. A. Mozart, J. Brahms und F. Mendelssohn-Bartholdy erschienen. Zuvor wurden unter dem Label „Ars Musici“ Quartette von R. Schumann, Th. F. Kirchner, A. Dvořák, G. Fauré und J. Suk veröffentlicht. Bei Sony Classical erschien 2014 ein Album mit Klavierquartetten und Liedern von Gustav Mahler und Richard Strauss zusammen mit Simone Kermes. Die Plattenfirma Berlin Classics brachte die beiden neuesten Alben heraus: 2018 Pictures at an Exhibition mit den Bearbeitungen der Bilder einer Ausstellung von M. Mussorgsky und einiger Études-Tableaux von S. Rachmaninoff und 2020, zum eigenen 25-jährigen Quartett-Jubiläum, die Neuaufnahme beider Klavierquartette von G. Fauré sowie fünf ausgewählter und für das Quartett bearbeiteter Lieder von Fauré.
Im Bereich der Gattung Klavierquartett wird dem Fauré Quartett eine Pionierrolle zuerkannt.
2004 berief die Hochschule für Musik Karlsruhe das Fauré Quartett zu ihrem „Ensemble in Residence“. In dieser Funktion konzertiert und unterrichtet es im Rahmen von Meisterklassen an der Hochschule. Außerdem tritt es weltweit in vielen wichtigen Konzertreihen und Festivals auf. So ist das Fauré Quartett wiederholt Gast z. B. in der Elbphilharmonie Hamburg, in der Alten Oper Frankfurt, im Musikverein Wien, im Concertgebouw Amsterdam, in der Wigmore Hall London, in der Toppan Hall Tokio oder im Teatro Colón Buenos Aires.
Wichtige Impulse erhielt das Ensemble u. a. vom Alban Berg Quartett, Jörg-Wolfgang Jahn, Misha Katz und Mikhail Bezverkhny.
2008 spielten das Fauré Quartett und die Duisburger Philharmoniker die deutsche Erstaufführung der 1932 komponierten Symphonie Concertante von Alexandre Tansman, einem Konzert für Klavierquartett und Orchester.
Der rheinland-pfälzische Komponist Volker David Kirchner schrieb für das Fauré Quartett vier Werke: Echo und Narziss, Poème für Klavierquartett (2005) und Psyche und Eros (2009), Der Große Tango (2012) sowie Klavierquartett IV (2015). 2016 schrieb der japanische Komponist Toshio Hosokawa ein Werk für das Fauré Quartett; es trägt den Titel The Water of Lethe.
Die Mitglieder unterrichten im Rahmen von Professuren und Lehraufträgen in Berlin (Universität der Künste), München (Hochschule für Musik und Theater München) und Meisterkursen in Deutschland, Italien, Norwegen und den USA.
Daneben bemühen sich die Musiker seit Jahren mittels Kinderkonzerten und der Initiative Rhapsody in School Jugendlichen und Kindern klassische Musik nahezubringen.
2009 erweiterten sie ihr Repertoire um moderne Arrangements ausgesuchter Songs der Popgeschichte. Unter dem Titel Popsongs veröffentlichte Deutsche Grammophon diese Zusammenstellung. Für dieses Album arbeitete das Quartett eng mit dem deutschen Produzenten Sven Helbig zusammen, der auch zwei Titel für sie arrangierte. 2013 erfolgte außerdem die Uraufführung seiner Pocket Symphonies für Klavierquartett und Orchester, die Platte erschien ebenfalls bei Deutsche Grammophon. 2011 wirkte das Fauré Quartett bei Dein Song mit.
Seit 2012 findet auf der Insel Rügen im Frühjahr das internationale Kammermusikfestival „Festspielfrühling Rügen“ statt, dessen künstlerische Leitung das Quartett in den ersten fünf Jahren innehatte. 

## Auszeichnungen
- 1997: 1. Preis beim Deutschen Hochschulwettbewerb
- 1998: Aufnahme in die Stiftung Villa Musica
- 1999: 1. Preis beim Deutschen Musikwettbewerb
- 2000: Preisträger des Wettbewerbes Premio Trio di Trieste
- 2000: Preisträger des Wettbewerbes Premio Vittorio Gui (Florenz)
- 2001: Ensemblepreisträger bei den Festspielen Mecklenburg-Vorpommern
- 2003: 1. Preis beim internationalen Parkhouse Award
- 2008: ECHO Klassik (Kammermusikeinspielung)
- 2008: Preis der Deutschen Schallplattenkritik
- 2008: Kunstpreis Rheinland-Pfalz
- 2010: ECHO Klassik (Klassik ohne Grenzen)
- 2012: Brahms-Preis
- 2012: Musikpreis der Stadt Duisburg[1]